# Bonnefontaine
Bonnefontaine é uma comuna francesa na região administrativa de Borgonha-Franco-Condado, no departamento de Jura. Estende-se por uma área de 8,80 km². Em 2010 a comuna tinha 107 habitantes (densidade: 12,2 hab./km²).